# Yoshitsugu Matsuoka
Yoshitsugu Matsuoka (jap. 松岡 禎丞 Matsuoka Yoshitsugu; ur. 17 września 1986 na Hokkaido) – japoński seiyū i aktor, związany z I’m Enterprise. Zwycięzca Seiyū Awards.

## Role
Ważniejsze role w anime:
- Kami-sama no Memo-chou – Narumi Fujishima
- Puella Magi Madoka Magica – Nakazawa
- Ognistooka Shana – François Auric
- Hōrō Musuko – Riku Seya
- Chibi Devi! – Itsuki Takayama
- Mouretsu Pirates – San-Daime
- Campione! – Godo Kusanagi
- Rinne no Lagrange – Array
- Sword Art Online – Kirito
- The Pet Girl of Sakurasou – Sorata Kanda
- Arata Kangatari – Arata
- Magi: The Labyrinth of Magic – Titus Alexius
- Książę Piekieł: devils and realist – Sytri
- Fantasista Doll – Kazunari Kira
- Love Lab – Masaomi Ikezawa
- Daiya no Ace – Shinji Kanemaru
- Gaist Crusher – Izuna Kokuyou
- Yowamushi Pedal – Hajime Aoyagi
- Ao Haru Ride – Tōma Kikuchi
- Buddy Complex – Aoba Watase
- Mangaka-san to Assistant-san to – Yūki Aito
- M3: Sono Kuroki Hagane – Akashi Saginuma
- No Game No Life – Sora
- Akame ga Kill! – Lubbock
- Denkigai no Honya-san – Kantoku
- Shirobako – Tatsuya Ochiai
- Trinity Seven – Arata Kasuga
- Ōkami shōjo to kuro ōji – Nozomi Kamiya
- Miecz zabójcy demonów – Kimetsu no Yaiba – Inosuke Hashibara
- Golden Kamuy – Tokishige Usami
- Blue Lock - Raichi Jingo
- Dungeon ni deai o motomeru no wa machigatteiru darō ka – Bell Cranel[4]
- Sakura-sō no Pet na kanojo – Sorata Kanda[5]
- Acchi kocchi – Tsumiki Miniwa[6]

## Nagrody i wyróżnienia
- Nagroda Seiyū (2012) w kategorii: najlepsze objawienie wśród aktorów[7]
- Drugie miejsce w klasyfikacji Newtype Anime Awards najlepszych seiyū w 2014 roku[8]